# Bastudagen
Bastudagen har varit namnet på tre dagar på vilka bastubad firats och främjats i Sverige. Två har varit årligen återkommande; den senast instiftade firas ännu (2019).

## Bastudagen i Mellösa
Stora Bastudagen i Mellösa på Jungfru Marie bebådelsedag 25 mars 1935 var en engångsföreteelse, men fick stor betydelse för bastubadets återupplivande i Sverige (förutom i finsktalande områden och vissa finnmarker, där bastu alltid badats). Drivande bakom bastudagen var Jan Ottosson med stöd av Svenska Gymnastikförbundet.. Organiserat bastufrämjande hade pågått sedan 1920‑talet i Sverige, men bastudagen i Mellösa innebar ett särskilt uppsving och medialt genomslag.
Efter Bastudagen i Mellösa ordnades Svenska gymnastikförbundets första Basturiksdag i Mellösa 5–6 december 1936, även den med medverkan av Jan Ottosson.

## Svenska föreningen för folkbads bastudag
Svenska föreningen för folkbad (grundad 1921, sammanslagen med Simfrämjandet 1963) tog initiativ till en årlig bastudag 1961. Denna bastudag firades första gången lördagen 18 november 1961, och sedan årligen tredje eller fjärde lördagen i november. Svenska föreningen för folkbads bastudag nämns i tidningsarkiv fram till 1980.

## Svenska Bastuakademiens bastudag
Svenska Bastuakademien nygrundade en svensk bastudag 1998, kallad ”Nationalbastudagen”. Den firas andra lördagen i juni.